# Kadler Gusztáv
Kadler Gusztáv (Mosonmagyaróvár, 1955. január 30. – 2019. szeptember 19. vagy előtte) magyar kajakozó, edző, sportvezető. A Magyar Kajak-Kenu Szövetség alelnöke (1995–2019).

## Pályafutása
1970 és 1984 között a Rába ETO versenyzője volt. Edzője Vén Lajos volt. 1978 és 1980 között a válogatottkeret tagja volt. Az 1979-es duisburgi világbajnokságon K4 1000 méteren az ötödik helyen végzett társaival, Svidró Józseffel, Kosztyán Józseffel és Sztanity Zoltánnal. 1995-től haláláig a Magyar Kajak-Kenu Szövetség alelnökeként dolgozott.

## Sikerei, díjai
- Magyar bajnokság 
  - bajnok (4): 1979 (K4 1000 m), 1980 (K4 1000 m és K4 10000 m), 1982 (K4 10000 m)
  - 2.: 1979 (K2 500 m)
  - 3. (2): 1978 (K2 500 m), 1983 (K4 10000 m)
- Győr díszpolgára (2004)